# أوكبين أولوباي
أوكبين أولوباي (بالتركية: Okben Ulubay)‏ مواليد 25 مايو 1996 في إسطنبول، تركيا، هو لاعب كرة سلة تركي. بدأ مسيرته الاحترافية في سنة 2013. يلعب مع نادي داروشافاكا لكرة السلة في الدوري التركي لكرة السلة. لعب مع نادي أنادولو إفيس لكرة السلة.

## إحصائيات المسيرة

### الدوري الأوروبي
| السنة   | الفريق                       | لعب | بدأ | دقيقة | ميداني% | ثلاثية | حرة  | ارتداد | صنع | استلاب | تصدي | نقطة | أداء |
| ------- | ---------------------------- | --- | --- | ----- | ------- | ------ | ---- | ------ | --- | ------ | ---- | ---- | ---- |
| 2014–15 | نادي أنادولو إفيس لكرة السلة | 2   | 2   | 17.2  | .556    | .333   | .500 | 2.5    | 1.0 | .5     | 1    | 6    | 6.5  |
| 2016–17 | نادي داروشافاكا لكرة السلة   | 2   | 0   | 1.4   | .000    | .000   | .000 | .0     | .0  | .0     | .0   | .0   | .0   |
| المسيرة |                              | 2   | 2   | 17.2  | .556    | .333   | .500 | 2.5    | 1.0 | .5     | 1    | 6    | 6.5  |

## روابط خارجية
- أوكبين أولوباي على موقع الاتحاد الدولي لكرة السلة (الإنجليزية)
- أوكبين أولوباي على موقع الدوري الأوروبي لكرة السلة (الإنجليزية)
- أوكبين أولوباي على موقع كرة السلة الأوروبية.كوم (الإنجليزية)
- أوكبين أولوباي على موقع DraftExpress.com (الإنجليزية)
- أوكبين أولوباي على موقع ريلجم (الإنجليزية)
- أوكبين أولوباي على موقع بروبوليرز (الإنجليزية)
- أوكبين أولوباي على موقع سبورتس رفرنس (الإنجليزية)